# 横森良造
横森 良造（よこもり りょうぞう、1933年3月25日 - 2012年8月27日）は、日本のアコーディオン奏者である。

## 来歴・人物
神奈川県横浜市出身。東京都立江戸川高等学校卒業。日本を代表するアコーディオン奏者として長く活躍した。妻は友人の姉であった女性で姉さん女房、長女は映画ライター、女優、舞台演出家の横森文。
生楽器ならではともいえる、歌い手に合わせた自在な調やテンポの設定ができ、特にのど自慢、歌合戦系のテレビ番組では重宝されていた。NTV系スター誕生!にNHKのど自慢では斎藤正雄と共に出演し、ほぼ伴奏に徹していたがアコーディオン奏者がテレビ出演する機会が少なくなった1980年代以降は横森がその殆どに出演し「アコーディオンのおじさん」として認知度は高くバラエティ番組などに出演する際には、自ら出囃子を演奏する事もあった。
2012年4月21日に行われた横浜アリーナでのももいろクローバーZ公演（ももクロ春の一大事2012 〜横浜アリーナ まさかの2DAYS〜）でアコーディオン伴奏を披露していた。8月19日に行われた谷口楽器のイベント「アコーディオンを語る集い」でも元気な姿でアコーディオンを独奏した。2012年8月27日、東京都の自宅で心不全のために死去。79歳没。

## 主な作品
- アコーディオンはうたう（1 - 5）
- 横森良造アコーディオン・みんなの愛唱歌
- 横森良造・アコーディオン艶歌

## 出演したテレビ番組
- お笑い頭の体操（TBS系）- アコーディオン演奏
- スター誕生!（NTV系）- アコーディオン演奏
- 家族そろって三つの歌（NTV系）- アコーディオン演奏
- NHKのど自慢（NHK）- アコーディオン演奏
- 歌まね振りまねスターに挑戦!!（NTV系）- 審査員
- やじうま寄席（NTV系）- アコーディオン演奏
- ドリフ大爆笑（CX系）- アコーディオン演奏
- お笑いスター誕生!!（NTV系）- アコーディオン演奏、審査員
- ダウンタウンのガキの使いやあらへんで!!（NTV系）- オープニング曲『タクシー・ドライバー』、のど自慢天国大合戦などのアコーディオン演奏
- たけし・所のドラキュラが狙ってる（MBS制作TBS系）- ゲストとして所ジョージの歌の伴奏を担当。この時伴奏中にめまぐるしくキーを変え、所ジョージを困惑させていた。
- TRICK新作スペシャル2（EX系）- 村の祭りで行われるのど自慢大会のアコーディオン伴奏者役。
- 塀の中の懲りない面々4（TBS系） - 刑務所での慰問のアコーディオン伴奏者役。

## 参考資料
- 横森文『笑うアコーディオン / 横森良造』講談社、2013年10月1日。ISBN 978-4-062-18247-8。